# Leeina
Leeina es un género de foraminífero bentónico considerado un sinónimo posterior de Pseudofusulina de la subfamilia Pseudofusulininae, de la familia Schwagerinidae, de la superfamilia Fusulinoidea, del suborden Fusulinina y del orden Fusulinida. Su especie tipo era Fusulina vulgaris var. fusiformis. Su rango cronoestratigráfico abarcaba desde el Sakmariense hasta el Kunguriense (Pérmico inferior).

## Discusión
Clasificaciones más recientes incluirían Leeina en la superfamilia Schwagerinoidea, y en la subclase Fusulinana de la clase Fusulinata. Algunas clasificaciones incluirían Leeina en la familia Pseudofusulinidae. Clasificaciones previas hubiesen incluido Leeina en la subfamilia Schwagerininae. Leeina ha sido considerado un sinónimo posterior de Pseudofusulina.

## Clasificación
Leeina incluía a las siguientes especies:
- Leeina fusiformis †
- Leeina postkraffti †